# Nagroda filmowa
Nagroda filmowa – nagroda przyznawana filmom, ich twórcom oraz aktorom w różnych kategoriach. 
Nagrody filmowe są nadawane przez jury (zespół ekspertów, krytyków lub inna grupa osób, np. odpowiednia Akademia Filmowa) lub przez otwarty plebiscyt. Nagrody takie zwykle przyznawane są co roku w uroczysty sposób, na zakończenie festiwalu filmowego dla filmów w nim uczestniczących lub niezależnie od festiwalu spośród wcześniej wyselekcjonowanych (nominowanych) dzieł, lub spośród wszystkich filmów z danej kategorii. Niektóre nagrody festiwalowe mogą być w danym roku nie przyznane.
Do znanych nagród filmowych należą:
- AVN Awards
- BAFTA
- César
- David di Donatello
- Nagroda Emmy
- Europejska Nagroda Filmowa - dawniej Felix
- Goya
- MTV Movie Awards
- Nagroda FIPRESCI
- Nagroda Młodych
- Nagroda im. Cecila B. DeMille’a
- Nagroda Akademii Filmowej (Oscar)
- Saturn
- Złoty Glob
- Złoty Lew
- Złota Malina
- Złoty Niedźwiedź
- Złota Palma
- Złoty Żuk

polskie:
- Nagroda im. Zbyszka Cybulskiego
- Polska Nagroda Filmowa (Orzeł)
- Złota Kaczka
- Złote Lwy - nagroda FPFF w Gdyni